# Cratloe

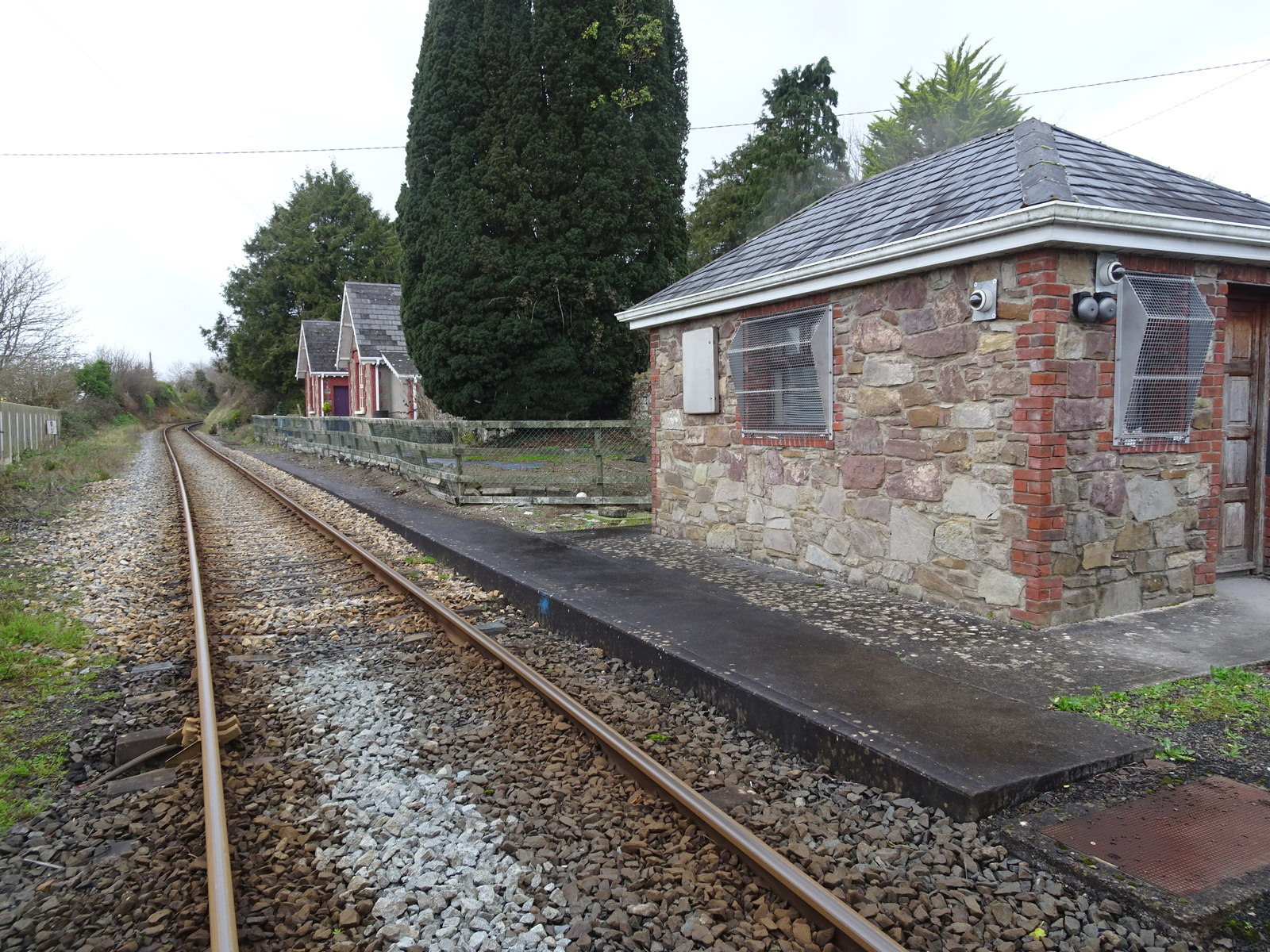
Nedlagd järnvägsstation i Cratloe.

Cratloe (iriska: An Chreatalach) är en ort i grevskapet Clare på Irland. Orten är belägen längs huvudvägen N18, mellan Limerick och Shannon. Cratloe Woods, vid åsen över orten, är ett populärt turistområde. Tätorten (settlement) Cratloe hade 692 invånare vid folkräkningen 2016.
Järnvägslinjen mellan Limerick och Ennis går förbi Cratloe, men stationen är nedlagd.
Ekbjälkarna i Westminster Hall i London kommer ifrån Cratloe Woods.